# Vladanka Aćimović Raspopović
Vladanka Aćimović-Raspopović (Beograd, 12. april 1951 — Beograd, 20. novembar 2011) bila je srpski univerzitetski profesor. Ona je bila redovni profesor Saobraćajnog fakulteta u Beogradu na Katedri za telekomunikacioni saobraćaj i mreže.
U rodnom Beogradu je završila osnovnu školu i gimnaziju. Diplomirala je 1976. godine i magistrirala 1984. godine na Elektrotehničkom fakultetu Univerziteta u Beogradu, a doktorirala na Saobraćajnom fakultetu 1995. godine u oblasti optičkih sistema prenosa i mreža.

## Profesionalni rad
Od 1977. godine bila je zaposlena na Saobraćajnom fakultetu, na Odseku za poštanski i telekomunikacioni saobraćaj, Katedri za telekomunikacioni saobraćaj i mreže. Birana je u sva zvanja od asistenta pripravnika do redovnog profesora za više predmeta iz oblasti telekomunikacija na osnovnim, diplomskim i doktorskim akademskim studijama. Bila je mentor četiri doktorske disertacije kao i većeg broja magistarskih teza, master i diplomskih radova. Bila je član većeg broja komisija za ocenu i odbranu doktorskih disertacija i magistarskih teza na Saobraćajnom i Elektrotehničkom fakultetu u Beogradu i Elektronskom fakultetu u Nišu. Kao autor ili koautor objavila je dva  univerzitetska udžbenika i jedan priručnik. 
Bila je saradnik ili rukovodilac preko 30 naučno-istraživačkih projekata. Od 2002-2006 je bila prodekan za poslediplomske i doktorske studije, a od 2003. šef Katedre za telekomunikacioni saobraćaj i mreže. Bila je predsednik stručnog saveta Republičke Agencije za elektonske komunikacije – RATEL.

## Naučno istraživački rad
Naučno istraživački i stručni rad obuhvatao je oblast eksploatacije telekomunikacionog saobraćaja i mreža (planiranje, implementacija kvaliteta servisa u mrežama nove generacije, interkonekcije, tarifiranje u širokopojasnim mrežama zasnovanim na IP). Posebno se bavila i telekomunikacionim sistemima u inteligentnim transportnim sistemima (ITS). Rezultate ovih istraživanja objavila je u više 170 naučnih i stručnih radova u međunarodnim i domaćim časopisima, kao i na međunarodnim i domaćim konferencijama. Koautor je i jedne istaknute monografije nacionalnog značaja, kao i četirii poglavlja u istaknutim monografijama međunarodnog značaja. Za veći broj konferencija i časopisa je stalni recenzent podnetih radova.

## Članstvo u društvima, odborima i komisijama
Bila je član je Društva za ETRAN, Društva za Telekomunikacije, IEEE, Inženjerske komore Republike Srbije (nosilac je licence za projektovanje telekomunikacionih sistema i mreža) i Ekspertske grupe  za Tracking&Tracing standard za navigaciju na unutrašnjim plovnim putevima u okviru COMPRIS Predsednik je WIE (Women in Engineering) Affinity grupe IEEE sekcije Srbije i Crne Gore. Bila je član programskih i editorski odbora Konferencije PosTel (editor za sekciju Telekomunikacioni saobraćaj, servisi i mreže), Konferencija TELFOR (koordinator sekcije Optičke telekomunikacije), Konferencija Eurocon 2005, Konferencija ICEST, časopisa Telfor Journal.
U periodu 2007-2010 bila je član Matičnog naučnog odbora za elektroniku i telekomunikacije Ministarstva nauke i tehnološkog razvoja, bila je predsednik radne grupe za izradu Nacrta zakona o poštanskim uslugama, bila je član Komisije za polaganje stručnih ispita iz oblasti saobraćaja (ispitivač za oblasti poštanskog i telekomunikacionog saobraćajai mreža) pri Društvu inženjera i tehničara, član radne grupe za Strategiju razvoja e-komunikacija u Republici Srbiji do 2020.godine.

## Spoljašnje veze
- Saobraćajni fakultet Beograd/Vladanka Aćimović Raspopović Архивирано на веб-сајту  (16. април 2014)
- Knjižara/savremene IP mreže
- Akademska misao/SAVREMENE IP MREŽE:  ARHITEKTURE, TEHNOLOGIJE  I PROTOKOLI